# Guayama
Guayama é uma municipalidade de Porto Rico. 